# Edvin Hodžić
Edvin Hodžić, oft auch Edvin Hodzic, (* 29. November 1994 in Linz; † 10. Juli 2018) war ein österreichischer Fußballspieler.

## Karriere
Hodžić begann seine Karriere beim LASK. 2010 wechselte er zum Regionalligisten FC Pasching, 2012 zum Ligakonkurrenten SV Wallern. Nach 20 Spielen für Wallern ging er im Sommer 2013 in die Regionalliga Ost zum SC Ritzing.
Zur Saison 2014/15 schloss er sich dem oberösterreichischen Landesligisten ATSV Stadl-Paura an und stieg zum Saisonende in die Regionalliga auf. Im Sommer 2016 wechselte er zum Ligakonkurrenten SK Austria Klagenfurt.
Im Jänner 2017 wechselte Hodžić zum Zweitligisten Kapfenberger SV, bei dem er einen bis Juni 2017 laufenden Vertrag erhielt. Im März 2017 debütierte er in der zweiten Liga, als er am 22. Spieltag der Saison 2016/17 gegen den SC Austria Lustenau in der Nachspielzeit für Daniel Geissler eingewechselt wurde. Nach der Saison 2016/17 verließ er Kapfenberg und kehrte im September 2017 zum ATSV Stadl-Paura zurück. In der Winterpause der Saison 2017/18 verließ er Stadl-Paura. 
Zur Saison 2018/19 wechselte er nach Deutschland zum Regionalligisten SV Schalding-Heining. Zu einem Pflichtspieleinsatz für den Verein kam es jedoch nicht mehr: Am 10. Juli 2018 starb Hodžić im Alter von 23 Jahren.

## Persönliches
Sein Zwillingsbruder Edin ist ebenfalls Fußballspieler und absolvierte für Stadl-Paura und Grieskirchen über 50 Partien in der Regionalliga.
Seine Familie hat bosnische Wurzeln.